# 사가의 대단한 할머니
《사가의 대단한 할머니》(일본어: 佐賀のがばいばあちゃん)는 시마다 요시치의 소설 및 그를 원작으로 한 영화, 만화, 드라마, 무대 등의 일련의 작품이다.

## 개요
소설은 소년시대를 사가에서 보낸 시마다 요시치가 당시에 벌어난 일을 적은 이른바 그의 자서전이다. 1987년 첫 출판이래 2007년 4월까지 400만부의 매상을 올렸다. 해외에서는 특히 대만에서 매상이 좋았다. 커다란 반향을 일으키며 영화 및 무대극으로도 제작되었다.

## 줄거리
전후 동란기, 히로시마에 사는 소년 아키히로(시마다의 본명)는 어머니 혼자서 키우고 있었다. 아직 어렸던 아키히로는 일하는 어머니가 그리워서 그녀가 일하는 위험한 술집에 찾아갔는데, 이를 염려한 어머니는 그를 속여서 사가에 사는 외할머니인 오사노 할머니(본명:도쿠나가 사노)네로 보내면서 이야기가 시작된다.
오사노 할머니네 집은 몹시나 가난하여서 할머니는 고생하며 살아가는 사람이었다. 하지만 그 이상으로 밝고 튼튼한 「대단한 할머니」였다. 기상천외한 아이디어, 파천황의 발언으로 아키히로에게 뭔가 깨닫게 한다. 처음에 놀랄 일 투성이였던 아키히로였지만 사가에도 학교의 친구들에게도 그리고 할머니와의 「유서있는 가난」생활에 익숙해져갔다. 주위의 상냥한 사람들의 보살핌을 받으며 성장해가는 소년 아키히로가 대단한 할머니와 보낸 8년간을 묘사하고 있다.
필자 요시치는 고등학교 진학과 함께 히로시마로 돌아왔다. 시리즈 제1편인 이 작품에선 중학교를 졸업하여 아키히로가 오사노 할머니와 헤어지는 것으로 1부가 끝난다.

## 서적
요시치의 할머니 이야기를 들은 키타노 타케시가 처음으로 서적화를 강하게 권하였으며 요시치가 이에 응해 집필하였다. 1987년에 《돌아보면 슬프지도 아무렇지도》라는 제목으로 후토다출판에서 3000부를 자비출판. 2001년에 가필, 수정하여 《사가의 대단한 할머니》로 개명하여 아이이쿠샤에서 2번째 자비출판. 2004년에 토쿠마쇼텐에서 재출판하여 한번에 화제가 된다. 이후 다양한 책이 시리즈로 나오고 매상 부수는 총계 400만부를 넘게 된다.